# Elizabeth Jane Howard
Elizabeth Jane Howard (Londen, 26 maart 1923 – Bungay (Suffolk), 2 januari 2014) was een Brits schrijfster.

## Biografie

### Jeugd
Elizabeth Jane Howard (roepnaam Jane) was een dochter van houthandelaar David Liddon Howard en balletdanseres Katharine (Kit) Somervell. Haar moeder, wier vader componist was, danste bij het Ballet Rambert toen ze haar carrière opgaf om te trouwen. Hun huwelijk bleek niet bestand tegen de escapades van David Howard, die uiteindelijk met een van zijn minnaressen trouwde. Jane Howard had geen goede band met haar moeder, die een duidelijke voorkeur had voor haar twee jongere broers, Colin en Robin. Ze werd op de basisschool gepest en liet zich daarom thuis scholen door haar kinderjuffrouw. Ze wilde oorspronkelijk actrice worden en voordat de Tweede Wereldoorlog uitbrak, trad ze op in een theater in Stratford-upon-Avon.
Howard trouwde op negentienjarige leeftijd met Peter Scott, een zoon van ontdekkingsreiziger Robert Falcon Scott en beeldhouwster Edith Agnes Kathleen Bruce. Howard en Scott kregen samen één dochter. Hun liefde bekoelde echter al gauw en in 1947 scheidden ze. Howard ging op zichzelf wonen in een armetierig appartement aan Baker Street. Ze leidde een eenzaam bestaan en was erg ongelukkig, maar ze wist wel dat ze wilde schrijven:

I remember my first night there, a bare bulb in the ceiling, wooden floors full of malignant nails, the odour of decay that seeped through the wet paint smell and the unpleasant feeling that everything was dirty except my bedclothes. Above all I felt alone, and the only thing I was sure of was that I wanted to write.
— Jane Howard over haar leefomstandigheden in de jaren na haar scheiding van Peter Scott.

### Loopbaan
In 1950 publiceerde ze haar eerste boek, getiteld The Beautiful Visit, over de volwassenwording van een jong meisje. Het werd bekroond met de John Llewellyn Rhys-prijs, een prijs die werd uitgereikt aan jonge schrijvers voor de beste roman van het jaar. Hierna schreef ze met Robert Aickman een verzameling spookverhalen en in de jaren vijftig werden van haar ook de romans The Long View (1956) en The Sea Change (1959) uitgegeven. After Julius (1965) en Something in Disguise (1969) werden beide verfilmd. Howard schreef zelf het script voor deze televisiefilms.
Ze hielp in 1962 met de organisatie van het Cheltenham Literary Festival. Ze stelde daarvoor een panel samen om te spreken over seks en literatuur met Joseph Heller, Carson McCullers, Romain Gary en Kingsley Amis. Ze ging na afloop een verhouding aan met Amis, die toen nog getrouwd was en een gezin met drie kinderen had. Zijn toenmalige vrouw verliet hem en nam de kinderen mee naar Mallorca. Howard en Amis trouwden in 1965. Vier jaar later kochten ze een landhuis vlak bij Londen, waar ook familie en vrienden kwamen te wonen, onder wie Howards moeder en haar broer Colin. Howard en Amis hebben weleens gedeelten van elkaars romans geschreven, maar doordat ze veel tijd kwijt was aan het grote huishouden kwam ze steeds minder toe aan haar werk als schrijfster. Amis kreeg te kampen met alcoholisme en Howard besloot na achttien jaar van hem te scheiden.
In de eerste helft van de jaren negentig schreef Howard een serie boeken getiteld The Cazalet Chronicles. De door de British Broadcasting Corporation (BBC) in 2001 uitgezonden televisieserie The Cazalets is gebaseerd op de eerste twee boeken van deze reeks, The Light Years uit 1990 (in een Nederlandse vertaling verschenen in 2017 onder de titel "Lichte Jaren") en Marking Time uit 1993 (in een Nederlandse vertaling verschenen in 2017 onder de titel "Aftellen"). Ook van het derde en vierde boek, Confusion uit 1993 (in een Nederlandse vertaling verschenen in 2018 onder de titel "Verwarring") en Casting Off uit 1995 (in een Nederlandse vertaling verschenen in 2018 onder de titel "Bevrijding"), zou een serie worden gemaakt, maar deze plannen gingen uiteindelijk niet door. Het laatste boek van The Cazalet Chronicles, getiteld All Change, werd in 2013 gepubliceerd.(zal in een Nederlandse vertaling verschijnen in 2019 onder de titel "Veranderingen") In 1999 schreef ze Falling, een roman waarvoor ze inspiratie ontleende aan haar relatie in de jaren negentig met een man die een pathologische leugenaar bleek te zijn.
Een autobiografie van Howard, getiteld Slipstream, werd in 2002 uitgebracht.

## Werk (selectie)
- The Beautiful Visit (1950)
- We Are for the Dark: Six Ghost Stories (1951), met Robert Aickman
- The Long View (1956)
- The Sea Change (1959)
- After Julius (1965)
- Something in Disguise (1969)
- Odd Girl Out (1972)
- Getting It Right (1982)

- The Cazalet Chronicles (1990-1995):
  - The Light Years (1990) ("Lichte jaren")
  - Marking Time (1991) ("Aftellen")
  - Confusion (1993) ("Verwarring")
  - Casting Off (1995) ("Bevrijding")
  - All Change (2013) ("Verandering")
- Falling (1999)

- Bibsys: 90073902
- Biblioteca Nacional de España: XX5747322
- Bibliothèque nationale de France: cb14066999s (data)
- CiNii: DA04876306
- Gemeinsame Normdatei: 115575901
- International Standard Name Identifier: 0000 0001 0913 4708
- Library of Congress Control Number: n50029036
- Nationale Bibliotheek van Tsjechië: jx20061013009
- Nationale bibliotheek van Australië: 36095856
- Nationale Bibliotheek van Israël: 987007278798405171
- Nederlandse Thesaurus van Auteursnamen: 069270848
- Réseau des bibliothèques de Suisse occidentale: 02-A003385579
- Istituto Centrale per il Catalogo Unico: CUBV083613
- LIBRIS: 215888
- SNAC: w6t73bqc
- Système universitaire de documentation: 026925761
- Virtual International Authority File: 71392362
- WorldCat: E39PBJmtybcKQq6QxW44397vHC